# Temple mormon de Melbourne
Le temple mormon de Melbourne est un temple de l’Église de Jésus-Christ des saints des derniers jours situé à Melbourne, en Australie. Il a été inauguré le 16 juin 2000.